# LX Большого Пса
LX Большого Пса (лат. LX Canis Majoris), HD 54547 — одиночная переменная звезда в созвездии Большого Пса на расстоянии приблизительно 1679 световых лет (около 515 парсеков) от Солнца. Видимая звёздная величина звезды — от +7,31m до +7,28m.

## Характеристики
LX Большого Пса — оранжевый гигант, пульсирующая медленная неправильная переменная звезда (LB:) спектрального класса K5III.